# AB 250-2
AB 250-2 je bila kasetna bomba koju je koristila Luftvafe tokom Drugog svetskog rata.

## AB 250-2
Telo AB 250-2 je bilo napravljeno od mekog čeličnog lima i bilo je preklopne konstrukcije sa šarkama na repu. Bio je podeljen u tri dela; odeljak za nos u obliku kupole, cilindrični središnji odeljak i odeljak za rep u obliku konusa. U odeljku za nos se nalazio džep sa osiguračem koji je bio zavaren za držač na gornjoj polovini kontejnera. Dve polovine su zajedno držane žicom za smicanje koja je prolazila kroz čelični nakovanj u donjem delu džepa osigurača. Kada se osigurač aktivira, ovu žicu preseče mali eksploziv ispod osigurača. Kućište se tada otvori i dozvoli da bombe ispadnu. Repna jedinica ima četiri peraja koja su zavarena za kontejner sa spojnicama zakivanim između svakog peraja.
Bilo je moguće više različitih konfiguracija podmunicije:
- 224 x SD 1 A ili SD 1 FRZ - Oni su bili smešteni u centralnom odeljku. Bombe su bile nabijene od nosa do repa, a repna čašica svake bombe je formirala sigurnosni uređaj za nosni upaljač bombe iza nje. Oba tipa bombi su punjena na isti način.
- 144 x SD 2 - To su bile male protivpešadijske bombe koje su bile smeštene u centralnom odeljku.
- 40 x SD 4 HL - Oni su bili smešteni u centralnom odeljku i bili su zbijeni od nosa do repa u grozdovima od 20 sa repom svake bombe koji je formirao sigurnosni uređaj za nosni upaljač bombe iza njega.
- 17 x SD 10 A - Oni su bili smešteni u centralnom odeljku u kutiji od šperploče ili kartona sa središnjom pregradom. Prednja polovina je sadržala osam bombi, dok je zadnja držala devet. Grupe bombi su držane zajedno čeličnim trakama, a klasteri su držani drvenim blokovima.
- 17 x SD 10 FRZ - One su bile smeštene u centralnom odeljku u kutiji od šperploče ili kartona sa središnjim pregradama na isti način kao i bombe SD 10 A.
- 28 x SD 10 C - nepoznata konfiguracija. [1]

## Podmunicija
| Model               | Dužina             | Prečnik           | Težina             | Težina bojeve glave | Exploziv                               |
| ------------------- | ------------------ | ----------------- | ------------------ | ------------------- | -------------------------------------- |
| SD 1                | 1.700 mm (67 in)   | 50 mm (2 in)      | 910 g (2 lb)       | 112 g (4 oz)        | TNT                                    |
| SD 1 FRZ            | 15.400 mm (606 in) | 50 mm (2 in)      | 5.000 g (11 lb)    | 120 g (4,2 oz)      | 60/40 Amatol ili TNT                   |
| SD 2                | 890 mm (35 in)     | 76 mm (3 in)      | 1,9 kg (4 lb 4 oz) | 2.100 g (75 oz)     | TNT                                    |
| SD 4 HL             | 310 cm (123 in)    | 91 mm (3,6 in)    | 4,2 kg (9 lb 4 oz) | 340 g (12 oz)       | Heksogen ili TNT                       |
| SD 10 A Type I      | 550 cm (216 in)    | 860 mm (34 in)    | 10 kg (22 lb)      | 900 g (2 lb)        | 60/40 Amatol ili TNT                   |
| SD 10 A Type II     | 550 cm (216 in)    | 860 mm (34 in)    | 10 kg (22 lb)      | 900 g (2 lb)        | 60/40 Amatol ili TNT                   |
| 10 kg (P.A) Type I  | 550 cm (215 in)    | 9.000 mm (354 in) | 9,5 kg (21 lb)     | 1,1 kg (2 lb 8 oz)  | 70/30 Picric acid/Mononitronaphthalene |
| 10 kg (P.A) Type II | 550 cm (215 in)    | 9.000 mm (354 in) | 9,5 kg (21 lb)     | 1,1 kg (2 lb 8 oz)  | 70/30 Picric acid/Mononitronaphthalene |
| 10 kg (P) Type I    | 550 cm (215 in)    | 9.000 mm (354 in) | 9,5 kg (21 lb)     | ?                   | ?                                      |
| 10 kg (P) Type II   | 550 cm (215 in)    | 9.000 mm (354 in) | 9,5 kg (21 lb)     | ?                   | ?                                      |
| SD 10 C             | 520 cm (205 in)    | 76 mm (3 in)      | 7 kg (15 lb)       | 750 g (1 lb 10 oz)  | ?                                      |

### SD 1
SD 1 - Ovo je bila nemačka laka fragmentaciona bomba koja je možda bila zasnovana na nemačkoj minobacačkoj municiji od 50 mm koju je koristio 5 cm Granatverfer 36, a koja je modifikovana dodavanjem novog kružnog repnog sklopa sa 8 peraja. SD 1 bombe su ofarbane u žuto. 

### SD 2
SD 2 - Ovo je bila nemačka laka protivpešadijska bomba koja je zbog svog izgleda dobila nadimak leptir bomba. U zavisnosti od upaljača koji se koristi na bombi, mogao bi da se koristi kao vazdušna bomba, zemaljska ili kao laka protivpešadijska mina.

### SD 1 FRZ
SD 1 FRZ - Ovo je zasnovano na zarobljenim minobacačkim mecima od 50 mm (2,0 in) za laki minobacač Lance Grenades de 50 mm model 37 koji je koristila francuska vojska, a koji je modifikovan dodavanjem novog repnog sklopa sa 6 peraja. SD 1 FRZ bombe su bile žućkasto-braon boje. 

### SD 4 HL
SD 4 HL - Ovo je bila nemačka HEAT (High Ekplosive Anti-tank) bomba za upotrebu protiv tenkova i drugih oklopnih vozila. HL (Hohlladung) u nazivu znači oblikovano punjenje. Telo bombe se sastoji od livenog gvožđa sa obrnutim metalnim konusom unutra, a eksploziv je sipan kroz bazu i formiran oko konusa. Rep je bio čelični lim i bio je tipa prstenastog podupirača sa četiri uzdužna podupirača tačkasto zavarena za prsten, pri čemu je svaki podupirač formirao jedno repno pero. Rep je zatim pričvršćen za telo pomoću četiri zupca ubodena u telo bombe. Pri udaru, nosni upaljač je stvorio električnu struju koja je propuštena preko unutrašnjih električnih vodova do detonatora koji je aktivirao pojačanje i pokrenuo glavno punjenje. 

### SD 10 A
SD 10 A - je bila fragmentaciona bomba nemačke proizvodnje i postojale su dve varijante Tip I i Tip II. Oni su se razlikovali u detaljima konstrukcije, ali su im dimenzije i performanse bile slične.
- Tip I - Ova bomba je imala telo od livenog čelika sa paralelnim stranama sa debljim nosnim delom koji je bio centralno urezan za držanje nosnog upaljača. Postojao je i konusni repni konus sa 4 repna peraja. Bombe su bile maslinastozelene boje sa crvenim prugama između peraja.
- Tip II - Ova bomba je imala i unutrašnje i spoljašnje izvučeno čelično kućište. Između kućišta, nalazile su se čelične kocke od 7 mm (0,28 in) koje su bile postavljene u beton radi fragmentacije i obe školjke su bile spojene zajedno na nosu. Postojala su četiri čelična nosača zavarena između unutrašnjeg i spoljašnjeg zida nosa koji su delovali kao odstojnici, a centar je bio urezan da drži osigurač za nos. Postojao je i konusni repni konus sa 4 repna peraja. [1]

### SD 10 FRZ
SD 10 FRZ - To su bile fragmentacione bombe francuske proizvodnje koje su Nemci zarobili nakon pada Francuske. Postojale su dve varijante koje su se sastojale od dve podvarijante.  Opisi u TM 9-1985-6, francuska i italijanska eksplozivna ubojna sredstva i TM 9-1985-2, nemačka eksplozivna ubojna sredstva, više odgovaraju 10 kg (P) nego 10 kg (PA). Međutim, TM 9-1985-6 ne pominje nemačku uslugu ni za jednu bombu, a TM 9-1985-2 ima samo opis bez dijagrama ili pominjanja francuskih oznaka modela 10 kg (P) ili 10 kg (PA). Pošto su imali slične dimenzije i performanse, moguće je da su oboje mogli biti korišćeni.
- 10 kg (PA) - Postojale su dve varijante Tip I i Tip II. Oba su imala jednodelna tela od livenog čelika koja su bila zasnovana na modifikovanim artiljerijskim granatama od 90 mm (3,5 in) i sa centralnim navojem za nosni upaljač. Bombe su bile žute boje.
  - Tip I - Rep za ovu bombu je konstruisan od zakovanog lima i uvijen je na dva prstenasta žleba na kućištu bombe.
  - Tip II – Rep za ovu bombu je bio livene konstrukcije i uvijen u jedan prstenasti žleb na kućištu bombe. [4]
- 10 kg (P) - Postojale su dve varijante ove bombe Tip I i Tip II. Oba su imala jednodelna livena čelična tela sa centralnim navojem za nosni osigurač. Bombe su bile žute boje
  - Tip I - Rep ove bombe je napravljen od četiri metalna presovanja spojena zajedno, zatim uvijena u dva prstenasta žleba na kućištu bombe i ojačana podupiračima.
  - Tip II – Rep ove bombe je napravljen od četiri presanja od valovitog lima bez učvršćenja koji su spojeni zajedno, a zatim uvijeni u dva prstenasta žleba u kućištu bombe [4]

### SD 10 C
SD 10C - Da li je bila fragmentaciona bomba nemačke proizvodnje koja je bila drugačije konstruisana od SD 10A, ali su njene dimenzije i performanse bile slične. Telo je napravljeno od livenog čelika sa 9 prstenastih žlebova koji su mašinski obrađeni u kućištu radi poboljšanja fragmentacije. Nos je imao centralno smešten osigurač, a rep je mašinski obrađen da formira osnovu za repnu jedinicu. Rep je zatim zatvoren čeličnom pločom koja je skupljena u položaj i uvijena na četiri udubljenja na telu. Rep je bio napravljen od četiri presovanja lima koji su bili spojeni zakovicama. Bombe su bile boje kaki. 

## Foto Galerija
- AB 250-2 Šema kontejnera.
- SD 1 i SD 1 FRZ.
- Naoružlana SD 2 bomba.
- SD 4 protivtenkovska bomba.
- SD 10 A Type I i Type II.
- 10 kg (P) Type II.
- 10 kg (P.A) Type I.
- SD 10 C.